# Dziewczyna w czerwonej pelerynie
Dziewczyna w czerwonej pelerynie (oryg. Red Riding Hood) – amerykańsko-kanadyjski film fantasy, romans, horror, wyreżyserowany przez Catherine Hardwicke i wyprodukowany przez Leonarda DiCaprio w 2011. Scenariusz został napisany przez Davida Leslie Johnsona, na motywach znanej baśni o Czerwonym Kapturku Charles’a Perrault i braci Grimm. Hollywoodzka premiera odbyła się 9 marca 2011, ogólnokrajowa kilka dni później.

## Fabuła
Akcja filmu rozgrywa się w średniowiecznej wiosce. Valerie, ładna, młoda dziewczyna jest zakochana w swoim przyjacielu z dzieciństwa – Peterze. Chce go poślubić, jednak jej rodzice już wybrali dla niej męża, bogatego i uwodzicielskiego kowala Henry’ego. Zdesperowana, odmawia poślubienia go i postanawia uciec z Peterem. Dowiaduje się jednak, że jej siostra została zamordowana przez wilkołaka, który żeruje w pobliskim lesie. Mieszkańcy mają dość bestii, która od lat sieje postrach w miasteczku i postanawiają ją zabić, jednak ich wysiłki są daremne. W dodatku po wezwaniu ojca Salomona – słynnego łowcy wilkołaków – dowiadują się, iż bestia za dnia przybiera postać człowieka. W ten sposób wszyscy mieszkańcy stają się podejrzani. Wreszcie następuje tydzień czerwonego księżyca: każda ugryziona osoba zostaje przeklęta i może się stać wilkołakiem. Ojciec Salomon zgadza się na ich egzekucję. Jako że liczba zabitych wzrasta z każdym księżycem, Valerie zaczyna przypuszczać, iż wilkołak może być tuż obok niej.

## Obsada
- Amanda Seyfried jako Valerie
- Virginia Madsen jako Suzette
- Billy Burke jako Cesaire
- Julie Christie jako babcia
- Shiloh Fernandez jako Peter
- Max Irons jako Henry
- Gary Oldman jako ojciec Salomon
- Shauna Kain jako Roxanne
- Michael Shanks jako Adrien Lazar
- Christine Willes jako pani Lazar
- Adrian Holmes jako kapitan
- Yolandi Hattingh Cook jako córka Salomona